# Teo Fabi
Teo Fabi (n. 9 martie 1955, Milano, Italia) este un fost pilot de Formula 1. De-a lungul carierei a luat startul în 64 de curse dintre care 3 din pole-position. Nu a câștigat nicio cursă și a terminat de 2 ori pe podium, acumulând 23 puncte.